# Aziza Siddiqui
Aziza Siddiqui (en pastún: عزيزه صديقي‎ - Afganistán 1983) es una activista Afgana. 
Fue Coordinadora de los Derechos de las Mujeres en la ONG afgana Action Aid (Ayuda en Acción), donde realizó investigaciones sobre la situación de las mujeres rurales afganas y las educó sobre sus derechos, además de organizar capacitaciones sobre la toma de decisiones, a pesar de ser personalmente amenazada por su trabajo.
Nacida en Afganistán, Siddiqui se fue a Pakistán cuando tenía ocho años debido a la guerra, pero regresó en 2003 para trabajar por los derechos de las mujeres.
En 2007 recibió el premio Premio Internacional a las Mujeres de Coraje.
 Sin embargo, debido a su fama, no pudo regresar de manera segura a Afganistán después de eso, por lo que obtuvo asilo en los Estados Unidos.
En 2008, comenzó a trabajar como trabajadora social para BIAS, Servicios Asistentes Internacionales Bilingües, que ayuda a inmigrantes y refugiados ancianos y discapacitados. En 2009, Siddiqui recibió el premio "Extraordinary Ordinary Person of the Year" ("Persona ordinaria extraordinaria del año") de Gitana Productions, que promueve la diversidad a través de las artes y la educación artística.